# Озеров, Андрей Александрович
Андрей Александрович Озеров (род. 11 апреля 1966, Кострома)— российский политик, депутат Государственной Думы Федерального Собрания Российской Федерации 6-го созыва.

## Биография
в 2000 году избран депутатом Костромской областной Думы III созыва по округу N 7 (Заволжский район г. Костромы); в 2005 году избран депутатом Костромской областной Думы IV созыва, зам. председателя Комитета по науке, образованию, культуре и спорту; член комитета по бюджету, налогам, банкам и финансам; с 2007 года является Председателем регионального отделения «Справедливая Россия» в Костромской области; в октябре 2010 избран депутатом областной Думы V созыва.
4 декабря 2011 года избран депутатом Государственной Думы VI созыва по списку партии «Справедливая Россия»

### Скандалы
- В ноябре 2011 года в отношении помощника Озерова Эдуарда Пучкова была возбуждена серия уголовных дел за насильственные действия сексуального характера в отношении жителя Костромы 1985 года рождения.[1]

- В апреле 2018 года жители Костромы обсуждали видео, на котором Андрей Озеров улетал из ресторана «Белое солнце» на берегу Волги на вертолете. При этом небольшой белый вертолет «Robinson-R44 II» подлетал к ресторану, приземлялся на пешеходный переход и в него садились пассажиры, после чего воздушное судно взлетало.

### Семья
Женат, четверо детей.